# Менкажув
Менкажув (пол. Mękarzów) — село в Польщі, у гміні Москожев Влощовського повіту Свентокшиського воєводства.
Населення — 228 осіб (2011).
У 1975-1998 роках село належало до Ченстоховського воєводства.

## Демографія
Демографічна структура на день 31 березня 2011 року:
|          | Загалом | Допрацездатний вік | Працездатний вік | Постпрацездатний вік |
| -------- | ------- | ------------------ | ---------------- | -------------------- |
| Чоловіки | 112     | 15                 | 74               | 23                   |
| Жінки    | 116     | 20                 | 54               | 42                   |
| Разом    | 228     | 35                 | 128              | 65                   |